# Elizabeth Cottenová
Elizabeth Cottenová, rozená Nevillsová (asi 5. ledna 1893 Carrboro, Severní Karolína – 29. června 1987 Syracuse, New York) byla americká bluesová zpěvačka, kytaristka a skladatelka. Vystupovala také pod jménem Libba Cottenová.
Pocházela z pěti dětí, její datum narození je nejisté. V dětství se sama naučila hrát na banjo a kytaru, i když neznala noty. Jako levačka si osvojila originální styl hry zvaný „Cotten picking“, kdy držela kytaru vzhůru nohama a používala obrácený prstoklad. Chudoba a bigotní jižanské prostředí jí neumožnilo uměleckou kariéru, v patnácti se vdala, většinu života pracovala jako hospodyně a často měnila bydliště, zpívala pouze příležitostně v kostele.
Když bylo Cottenové okolo šedesáti let, seznámila se ve Washingtonu s Peggy Seegerovou, která jí zařídila nahrávání u společnosti Folkways Records. V roce 1958 nahrála Libba Cottenová svoje první album Folksongs and Instrumentals with Guitar, obsahující také její největší hit „Freight Train“, který napsala ve dvanácti letech. Její hudba ovlivnila anglický skiffle, patřila také k hlavním postavám amerického folkového revivalu v šedesátých letech. Vystupovala na newportském festivalu, koncertovala s Muddy Watersem, píseň „Freight Train“ převzali do svého repertoáru Peter, Paul and Mary, Joan Baez, Joe Dassin, Odetta, Devendra Banhart nebo skupina His Name Is Alive. Skupina Firehose jí věnovala skladbu „In Memory Of Elizabeth Cotten“ z alba If'n.
V roce 1984 získala ocenění National Heritage Fellow a v roce 1985 obdržela za album Elizabeth Cotten Live! Cenu Grammy v kategorii lidové hudby.